# I Аврелиева когорта дарданцев
I Аврелиева когорта дарданцев (лат. cohors I Aurelia dardanorum) — вспомогательное подразделение армии Древнего Рима.
Данное подразделение было образовано в эпоху правления императора Марка Аврелия. Первоначально оно дислоцировалось в Далмации. Однако несколько позже было переброшено в Верхнюю Мёзию. Лагерь когорты располагался около Наисса.